# Burgstall Altes Schloss (Wettringen)
Der Burgstall Altes Schloss ist eine abgegangene mittelalterliche Höhenburg nordwestlich von Wettringen im mittelfränkischen Landkreis Ansbach in Bayern.
Sie ist unter dem Aktenzeichen D-5-6726-0009 als Bodendenkmal in die Bayerische Denkmalliste eingetragen.
Die Burg liegt auf einer langschmalen Bergkuppe, die im Osten etwas flacher ausläuft. Die westliche Hälfte ist durch einen flachen Halsgraben von 5 m Breite abgetrennt, hinter dem sich ein 6–7 m breiter und 1 m hoher Wall erstreckt. Auf der Nordwestkante des Plateaus verläuft ein flacher Randwall, darunter ein Graben mit Außenwall. Daraus ergibt sich ein 60 × 20–25 m großer Innenraum. 1968 waren auf der Osthälfte des Plateaus noch zwei flache Halsgräben mit Wällen zu erkennen, die heute verschwunden sind. Eher schemenhaft ist im digitalen Geländemodell ein Hanggraben erkennbar, der das gesamte Plateau auch auf seiner Ostfläche umgibt. Es ist nicht auszuschließen, dass die Burganlage nie fertig gestellt wurde. Sie erscheint auch nicht in der historischen Überlieferung.